# Lista de estados e territórios da Índia por IDH

Mapa do IDH nos Estados e Territórios da índia em 2017.
Legenda:
0.700 - 0.799
0.600 - 0.699
0.500 - 0.599

Esta é uma lista dos estados e territórios da Índia, por Índice de Desenvolvimento Humano em 2017, que é uma medida comparativa da expectativa de vida, alfabetização, educação, padrão de vida e bem-estar geral dos cidadãos em cada estado. Nenhum estado ou território indiano têm IDH muito alto (superior a 0,800).

## Lista
| Rank                         | Estado/Território           | IDH(2017)                   | País comparável             |
| Desenvolvimento Humano Alto  | Desenvolvimento Humano Alto | Desenvolvimento Humano Alto | Desenvolvimento Humano Alto |
| ---------------------------- | --------------------------- | --------------------------- | --------------------------- |
| 1                            | Kerala                      | 0.784                       | Albânia                     |
| 2                            | Chandigarh                  | 0.774                       | México                      |
| 3                            | Goa                         | 0.764                       | Venezuela                   |
| 4                            | Lakshadweep                 | 0.749                       | Peru                        |
| 5                            | Delhi                       | 0.744                       | Colômbia                    |
| 6                            | Andamão e Nicobar           | 0.742                       | Fiji                        |
| 7                            | Puducherry                  | 0.739                       | Mongólia                    |
| 8                            | Panjabe                     | 0.721                       | Suriname                    |
| 9                            | Himachal Pradesh            | 0.720                       | Suriname                    |
| 10                           | Sikkim                      | 0.716                       | Botswana                    |
| 11                           | Tamil Nadu                  | 0.708                       | Belize                      |
| 12                           | Damão e Diu                 | 0.706                       | Turquemenistão              |
| 13                           | Haryana                     | 0.704                       | Paraguai                    |
| Desenvolvimento Humano Médio |                             |                             |                             |
| 14                           | Mizoram                     | 0.697                       | Egito                       |
| 15                           | Manipur                     | 0.695                       | Indonésia                   |
| 15                           | Maharashtra                 | 0.695                       | Indonésia                   |
| 17                           | Jammu e Caxemira            | 0.684                       | Palestina                   |
| 18                           | Karnataka                   | 0.682                       | Iraque                      |
| 19                           | Uttarakhand                 | 0.677                       | El Salvador                 |
| 20                           | Nagaland                    | 0.676                       | El Salvador                 |
| 21                           | Gujarat                     | 0.667                       | Marrocos                    |
| 22                           | Telangana                   | 0.664                       | Marrocos                    |
| 23                           | Dadrá e Nagar-Aveli         | 0.661                       | Nicarágua                   |
| 24                           | Arunachal Pradesh           | 0.658                       | Nicarágua                   |
| 25                           | Tripura                     | 0.655                       | Cabo Verde                  |
| 26                           | Meghalaya                   | 0.650                       | Tajiquistão                 |
| 27                           | Andhra Pradesh              | 0.643                       | Namíbia                     |
| –                            | Índia (média nacional)      | 0.639                       | Namíbia                     |
| 28                           | West Bengal                 | 0.637                       | Namíbia                     |
| 29                           | Rajasthan                   | 0.621                       | Timor-Leste                 |
| 30                           | Assam                       | 0.605                       | República do Congo          |
| 31                           | Chhattisgarh                | 0.600                       | Laos                        |
| 32                           | Odisha                      | 0.597                       | Laos                        |
| 33                           | Madhya Pradesh              | 0.594                       | Gana                        |
| 34                           | Jharkhand                   | 0.589                       | São Tomé e Príncipe         |
| 35                           | Uttar Pradesh               | 0.583                       | Camboja                     |
| 36                           | Bihar                       | 0.566                       | Paquistão                   |

IDH entre 1995–2018
Índice de Desenvolvimento Humano (pela ONU) dos estados indianos desde 1995.
| Rank | Estado              | IDH 1995 | IDH 2000 | IDH 2005 | IDH 2010 | IDH 2015 | IDH 2018 | Crescimento (1995–2018) |
| ---- | ------------------- | -------- | -------- | -------- | -------- | -------- | -------- | ----------------------- |
| 1    | Kerala              | 0.562    | 0.610    | 0.694    | 0.732    | 0.770    | 0.784    | 0.222                   |
| 2    | Goa                 | 0.579    | 0.623    | 0.684    | 0.751    | 0.763    | 0.764    | 0.185                   |
| UT1  | Chandigarh          | 0.607    | 0.642    | 0.670    | 0.658    | 0.739    | 0.774    | 0.167                   |
| UT2  | Lakshadweep         | 0.669    | 0.711    | 0.739    | 0.729    | 0.738    | 0.749    | 0.080                   |
| UT3  | Puducherry          | 0.694    | 0.738    | 0.767    | 0.756    | 0.737    | 0.739    | 0.045                   |
| UT4  | Delhi               | 0.630    | 0.673    | 0.700    | 0.718    | 0.734    | 0.744    | 0.114                   |
| UT5  | Andamão e Nicobar   | 0.663    | 0.704    | 0.732    | 0.722    | 0.731    | 0.742    | 0.079                   |
| 3    | Panjabe             | 0.547    | 0.582    | 0.620    | 0.664    | 0.706    | 0.721    | 0.174                   |
| 4    | Himachal Pradesh    | 0.557    | 0.596    | 0.653    | 0.675    | 0.706    | 0.720    | 0.163                   |
| 5    | Manipur             | 0.525    | 0.563    | 0.603    | 0.691    | 0.699    | 0.695    | 0.170                   |
| 6    | Mizoram             | 0.532    | 0.574    | 0.637    | 0.694    | 0.697    | 0.697    | 0.165                   |
| 7    | Sikkim              | 0.515    | 0.549    | 0.598    | 0.643    | 0.696    | 0.716    | 0.201                   |
| UT6  | Damão e Diu         | 0.628    | 0.669    | 0.695    | 0.686    | 0.695    | 0.706    | 0.078                   |
| 8    | Tamil Nadu          | 0.507    | 0.546    | 0.605    | 0.655    | 0.694    | 0.708    | 0.201                   |
| 9    | Haryana             | 0.515    | 0.550    | 0.594    | 0.639    | 0.687    | 0.704    | 0.189                   |
| 10   | Maharashtra         | 0.523    | 0.561    | 0.607    | 0.651    | 0.683    | 0.695    | 0.172                   |
| 11   | Nagaland            | 0.491    | 0.524    | 0.558    | 0.666    | 0.681    | 0.676    | 0.185                   |
| 12   | Jammu e Caxemira    | 0.493    | 0.530    | 0.591    | 0.646    | 0.675    | 0.684    | 0.191                   |
| UT7  | Dadrá e Nagar-Aveli | 0.645    | 0.686    | 0.714    | 0.704    | 0.665    | 0.661    | 0.016                   |
| 13   | Karnataka           | 0.481    | 0.517    | 0.567    | 0.610    | 0.662    | 0.682    | 0.201                   |
| 14   | Uttarakhand         | 0.594    | 0.627    | 0.655    | 0.643    | 0.662    | 0.677    | 0.083                   |
| 15   | Arunachal Pradesh   | 0.471    | 0.501    | 0.531    | 0.639    | 0.661    | 0.658    | 0.187                   |
| 16   | Gujarat             | 0.489    | 0.526    | 0.573    | 0.608    | 0.651    | 0.667    | 0.178                   |
| 17   | Telangana           | 0.593    | 0.628    | 0.655    | 0.643    | 0.651    | 0.664    | 0.071                   |
| 18   | Meghalaya           | 0.435    | 0.470    | 0.531    | 0.621    | 0.648    | 0.650    | 0.215                   |
| 19   | Tripura             | 0.499    | 0.532    | 0.561    | 0.613    | 0.645    | 0.655    | 0.156                   |
| 20   | Andhra Pradesh      | 0.443    | 0.476    | 0.529    | 0.581    | 0.627    | 0.643    | 0.200                   |
| 21   | West Bengal         | 0.474    | 0.506    | 0.540    | 0.576    | 0.620    | 0.637    | 0.163                   |
| 22   | Rajasthan           | 0.432    | 0.462    | 0.505    | 0.547    | 0.601    | 0.621    | 0.189                   |
| 23   | Assam               | 0.453    | 0.486    | 0.527    | 0.565    | 0.593    | 0.605    | 0.152                   |
| 24   | Chhattisgarh        | 0.525    | 0.555    | 0.581    | 0.570    | 0.586    | 0.600    | 0.075                   |
| 25   | Odisha              | 0.422    | 0.452    | 0.489    | 0.533    | 0.580    | 0.597    | 0.175                   |
| 26   | Jharkhand           | 0.557    | 0.557    | 0.583    | 0.572    | 0.578    | 0.589    | 0.032                   |
| 27   | Madhya Pradesh      | 0.419    | 0.450    | 0.493    | 0.533    | 0.577    | 0.594    | 0.175                   |
| 28   | Uttar Pradesh       | 0.423    | 0.454    | 0.496    | 0.529    | 0.566    | 0.583    | 0.160                   |
| 29   | Bihar               | 0.401    | 0.430    | 0.464    | 0.511    | 0.551    | 0.566    | 0.165                   |
|      | Índia               | 0.460    | 0.493    | 0.536    | 0.581    | 0.624    | 0.639    | 0.179                   |